# Kexholm megye
Kexholm megye (Kexholms län, Käkisalmen lääni) Svédország egyik megyéje volt 1634-től 1721-ig, amikor Oroszországnak adták át a nystadi béke értelmében. 1809-ben a fredrikshamni béke értelmében a Finn Nagyhercegség része lett.
Svédország csak 1617-ben, a sztolbovói békeszerződéssel szerezte meg a területet; a lakosok többnyire karjalaiak voltak.